# Казахстанский архар
Казахстанский архар, или казахстанский горный баран (лат. Ovis ammon collium) — подвид архара, представитель семейства полорогих. 

## Описание
Длина тела 150—200 см, у самок 110—160 см; высота в холке соответственно примерно 125 и 112 см. Масса около 200 у самцов и 60—100 кг у самок. Самцы имеют мощные, согнутые в виде полукруга рога. Летом, в сильную засуху, зимой, при сильном снегопаде, в поисках корма мигрирует на большие расстояния. Обычно пасется в утреннее или вечернее время, зимой и днем. Питается злаковыми растениями (пыреем, овсяницей и др.), листьями, стеблями и плодами кустарников (шиповника, кизильника, жимолости и др.).

## Ареал и охранный статус
Распространен в горах Алтая, Тарбагатая, Манырак и Сауыра. 
Занесен в Красную книгу Казахстана. Охраняется в заказниках Тарбагатая и Ерейментау.